# Guvernul Alexandru Vaida-Voievod (1)
Guvernul Alexandru Vaida Voievod (1) a fost un consiliu de miniștri care a guvernat România în perioada 1 decembrie 1919 - 12 martie 1920.

## Componența
- Președintele Consiliului de Miniștri

Alexandru Vaida-Voievod (1 decembrie 1919 - 12 martie 1920)
- Ministru de interne

General Alexandru Averescu (5 - 16 decembrie 1919)
ad-int. Aurel Vlad (16 - 27 decembrie 1919)
Dr. Nicolae Lupu (27 decembrie 1919 - 12 martie 1920)
- Ministrul de externe

Alexandru Vaida-Voievod (1 decembrie 1919 - 12 martie 1920)
- Ministrul finanțelor

Aurel Vlad (5 decembrie 1919 - 23 februarie 1920)
ad-int. Mihai Popovici (23 februarie - 12 martie 1920)
- Ministrul justiției

Ion Pelivan (5 decembrie 1919 - 12 martie 1920)
- Ministrul cultelor și instrucțiunii publice

Octavian Goga (5 - 16 decembrie 1919)
Ion Borcea (16 decembrie 1919 - 12 martie 1920)
- Ministrul de război

General Ioan Rășcanu (5 decembrie 1919 - 2 martie 1920)
General Traian Moșoiu (2 - 12 martie 1920)
- Ministrul agriculturii și domeniilor

Victor Bontescu (5 - 16 decembrie 1919)
Ion Mihalache (16 decembrie 1919 - 12 martie 1920)
- Ministrul industriei și comerțului

ad-int. Aurel Vlad (5 - 16 decembrie 1919)
Victor Bontescu (16 decembrie 1919 - 2 martie 1920)
ad-int. Ion Borcea (2 - 12 martie 1920)
- Ministrul lucrărilor publice

Mihai Popovici (5 decembrie 1919 - 12 martie 1920)
- Ministru de stat

Dr. Ion Cantacuzino (5 decembrie 1919 - 12 martie 1920)
- Ministru de stat (pentru Basarabia)

Ion Inculeț (5 decembrie 1919 - 12 martie 1920)
- Ministru de stat (pentru Basarabia)

Pantelimon Halippa (5 decembrie 1919 - 12 martie 1920)
- Ministru de stat (pentru Bucovina)

Ion Nistor (5 decembrie 1919 - 12 martie 1920)
- Ministru de stat (pentru Transilvania)

Ștefan Cicio Pop (5 decembrie 1919 - 12 martie 1920)

## Sursa
- Stelian Neagoe - "Istoria guvernelor României de la începuturi - 1859 până în zilele noastre - 1995" (Ed. Machiavelli, București, 1995)

| Precedat(ă) de: Guvernul Artur Văitoianu | Guvernul Alexandru Vaida-Voievod (1) 1 decembrie 1919 - 12 martie 1920 | Succedat(ă) de: Guvernul Alexandru Averescu (2) |